# Céilí (danse)
Pour le bal, voir Céilí (bal).

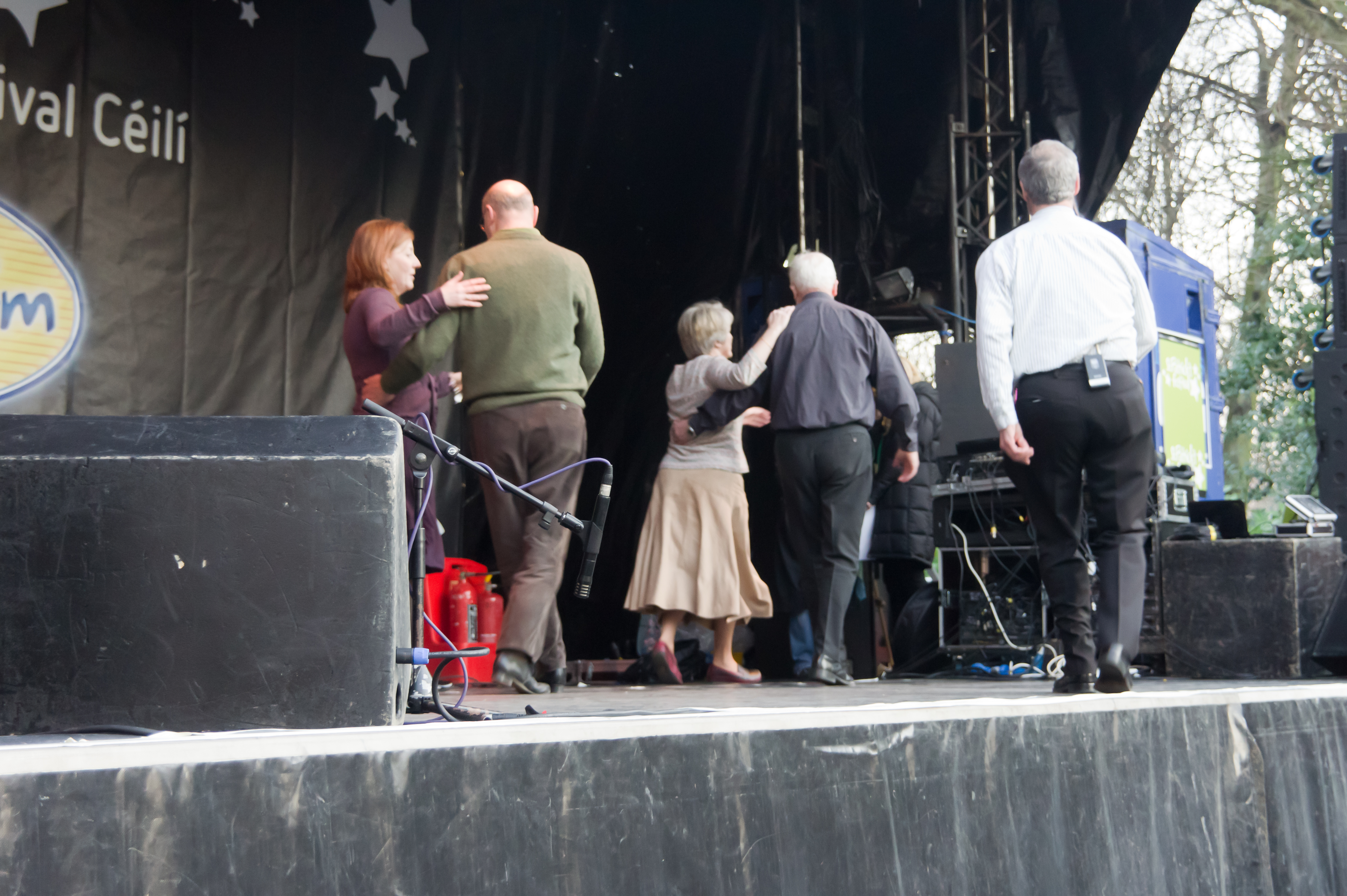

Une danse de Céilí (prononcez « kéy-li ») est un type de danse traditionnelle irlandaise en couple ou en formation (ligne, cercle, carré...). Le mot Céilí ou ceilidh désigne un bal de danse traditionnelle irlandaise ou écossaise.
C'est une famille de danses traditionnelles anciennes (fin du XVIIIe siècle - début du XIXe), en partie perdues à cause de la domination anglaise ; seule une trentaine de danses a pu être retrouvée et publiée par la Commission de danse irlandaise à Dublin. Elles s'inspirent des quadrilles français retravaillés sur de la musique irlandaise. Pratiquées en ghillies (ou soft shoes) et en costume traditionnel (habituellement la tenue de soirée officielle de son école de danse), elles requièrent un minimum de 8 danseurs pour l'exécuter, sans maximum (mais de préférence un multiple de 4).
Les danses de céilí sont surtout des danses de bal, ou de Pub pour s'amuser, bien que certaines soient plutôt rapides voire difficiles.
Mais on les retrouve aussi en compétition de danse irlandaise : four hands, six hands, eight hands. 
Certaines danses de céilí peuvent se danser sur n'importe quel reel ou jig, tandis que d'autres nécessitent une combinaison de reel, jig, hornpipe, valse, polkas... Différentes formations existent. On trouve souvent le quadrille (8 personnes maximum - 4 couples), mais aussi des longways (deux rangs face à face), des cercles, etc ...
Il y a 30 ceili officiels. Quelques danses de céilí : Walls of Limerick, Siege of Ennis, High Caul Cap, etc.
Les danses de céilí sont souvent nommées d’après la musique sur laquelle elles sont le plus souvent dansées. Les autres noms viennent de la région où elles se sont développées, du style de musique et/ou de la formation utilisée dans la danse.
Les danses de céilí sont les ancêtres des call dance nord-américains. En effet, certains céilithe sont "callés".

## Publications
- John Cullinane, Aspects of the History of Irish Céilí Dancing, Clontarf, Dublin: The Central Remedial Clinic, 1998.